# Samuelsonite
La samuelsonite è un minerale.